# Xiphotheata saundersii
Xiphotheata saundersii är en skalbaggsart som beskrevs av Francis Polkinghorne Pascoe 1864. Xiphotheata saundersii ingår i släktet Xiphotheata och familjen långhorningar. Inga underarter finns listade i Catalogue of Life.